# Sala nr 6 (film 1987)
Sala nr 6 – polski telewizyjny film fabularny z 1987 roku, zrealizowany przez Krzysztofa Grubera na podstawie opowiadania Antona Czechowa.

## Treść
Stary doktor Andrzej Bloch jest dyrektorem miejscowego szpitala psychiatrycznego. Będąc człowiekiem samotnym i z natury nietowarzyskim, uwrażliwiony jest na cierpienie swych pacjentów traktując ich jako pełnowartościowe istoty i stosując własne metody leczenia. Zajęty interesującym przypadkiem nowego, niezwykłego pacjenta, pada ofiarą intryg młodszego lekarza oraz niechętnego mu otoczenia, co staje się przyczyną osobistego dramatu.

## Obsada
- Jerzy Bińczycki – dr Andrzej Bloch
- Edward Żentara – Wiktor Orski, jego pacjent
- Henryk Bista – pan Jerzy, jego przyjaciel
- Adam Ferency – dr Chobotowski
- Grzegorz Warchoł – dozorca Bałus
- Gustaw Lutkiewicz – starosta
- Marek Bargiełowski – dr Małecki
- Krzysztof Zaleski – pacjent z manią wielkości
- Anna Chitro – prostytutka
- Andrzej Zieliński – awanturnik w lokalu
- Ryszard Jabłoński – mężczyzna w lokalu
- Karol Dillenius – członek komisji
- Paweł Unrug – członek komisji
- Włodzimierz Nakwaski – członek komisji
- Juliusz Krzysztof Warunek – policjant
- Grzegorz Pawłowski – pacjent
- Czesław Mroczek – pacjent
- Cezary Morawski – ksiądz
- Jadwiga Kuryluk – gospodyni Orskiego